# Polisaspirant

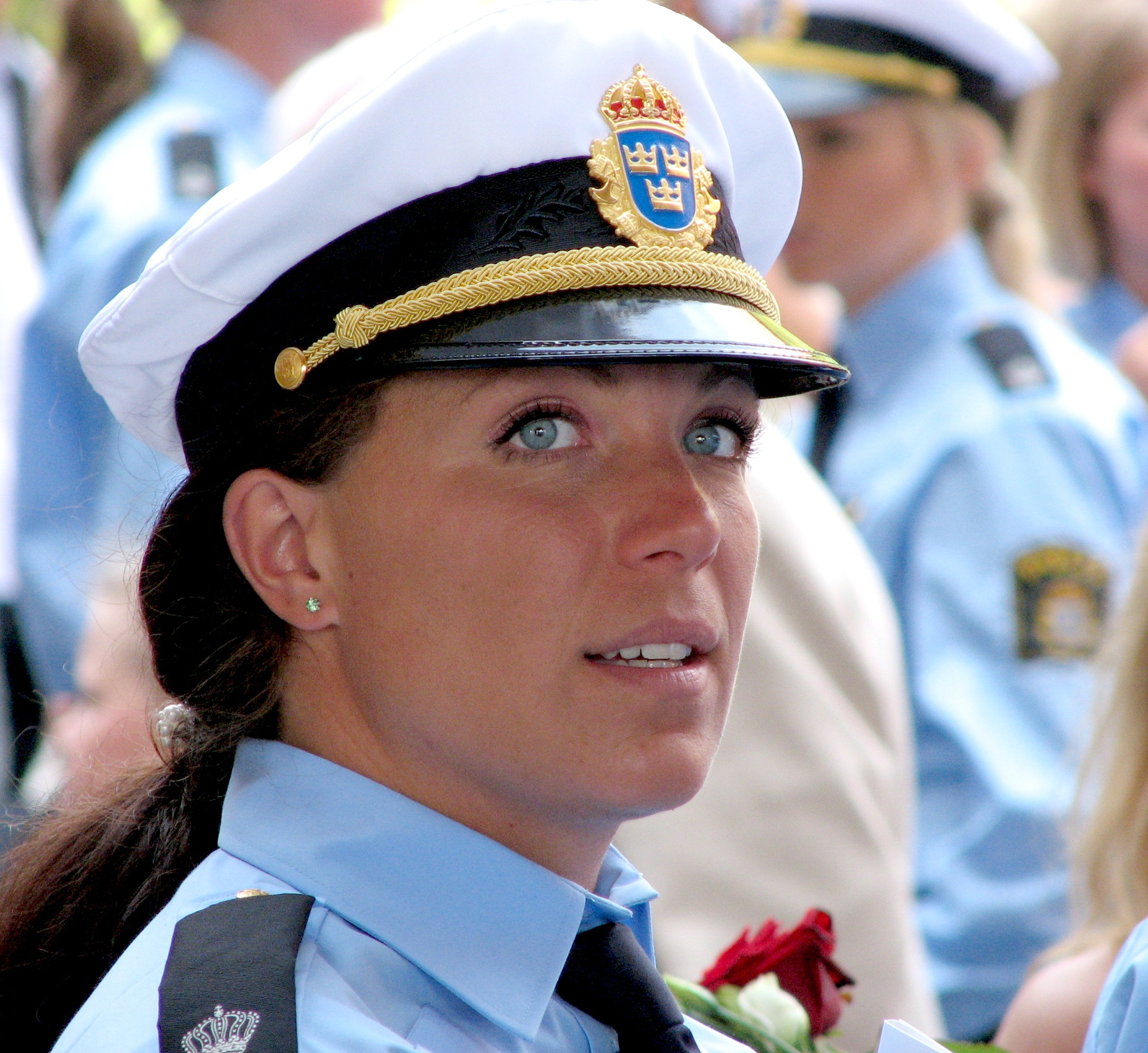
Svensk polisaspirant

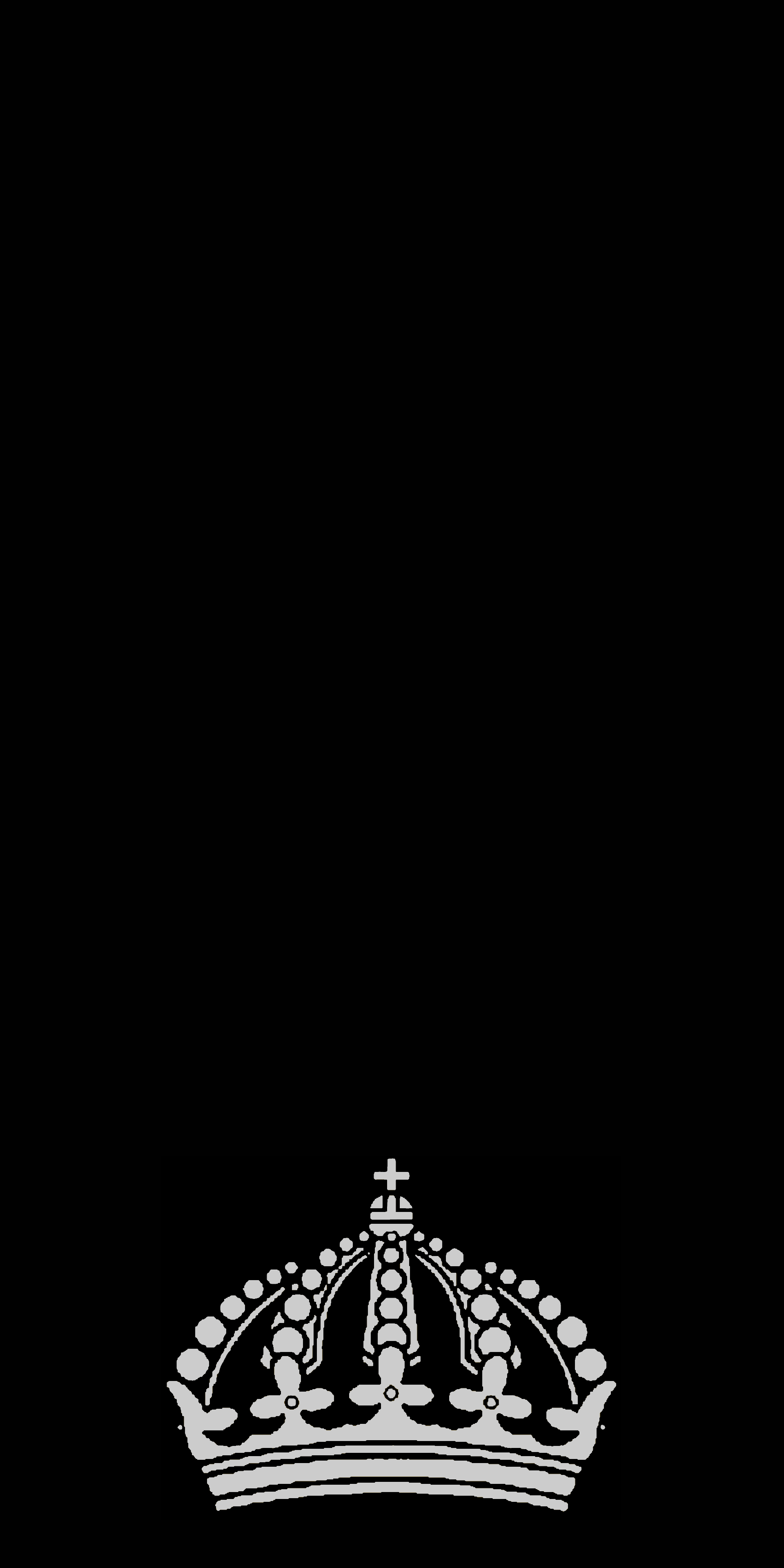
Gradbeteckningen för polisaspirant

Polisaspirant, Pasp, är en gradbeteckning inom den svenska polisen som en polis under utbildning erhåller när han eller hon gör sin aspiranttjänstgöring. Gradbeteckningen utgörs av en silverfärgad krona.
Aspiranttjänstgöringen är 6 månader lång och genomförs i ett av Polismyndighetens lokalpolisområden. Aspirantperioden genomförs under termin fem på polisens grundutbildning och består främst av praktiskt tjänstgöring tillsammans med en instruktör. Terminen är uppdelad på olika enheter såsom brottsförebyggande- och ingripandeverksamheten, utredningsverksamheten och trafikenheten. Utöver dessa enheter kan viss del förläggas på närpolisstationer och spaningsenheter. I slutet av aspirantperioden söker aspiranten tillsvidareanställning i valfri polisregion. Efter godkänd aspiranttjänstgöring erhålles graden polisassistent.
Meningen med aspirantutbildningen är att den ska ge träning i problemorienterat polisarbete, vilket betyder att inte välja den enkla vägen direkt. En annan anledning är att aspiranten ska få inblick i yrkets bredd och få erfarenhet av flera av dess olika områden. Utbildningen ges av erfarna poliser som är utbildade för att undervisa aspiranter.
För att få delta i aspirantutbildningen krävs att aspiranten är godkänd i de tidigare momenten av polisutbildningen. Man är inte garanterad en placering vid sin bostadsort, utan kan vara tvungen att genomföra den på en annan ort. Efter aspirantutbildningen fortsätter den enskilda polisutbildningen på studieorten i 2 månader och efterföljs av så kallad polisexamen.
Motsvarande gradbeteckning som den svenska polisen använder finns i flera andra länder.